# 1991 SN
1991 SN är en asteroid i huvudbältet som upptäcktes den 30 september 1991 av den australiensiske astronomen Robert H. McNaught vid Siding Spring-observatoriet.
Asteroiden har en diameter på ungefär 10 kilometer och den tillhör asteroidgruppen Eos.